# Albert Speer
Berthold Konrad Hermann Albert Speer (Mannheim, 19 marzo 1905 – Londra, 1º settembre 1981) è stato un architetto e politico tedesco.
Fu architetto personale di Adolf Hitler, ruolo che gli valse il soprannome di «architetto del diavolo», e ministro per gli armamenti del Reich, oltre che uno dei massimi interpreti dell'architettura nazista. Fu autore dei maggiori progetti monumentali e urbanistici promossi personalmente dal capo del nazionalsocialismo, delle cui idee architettoniche ed artistiche si fece originale interprete, ottenendo per ciò anche un riconoscimento internazionale quale la medaglia d'oro per il padiglione della Germania all'Esposizione universale di Parigi del 1937.
Semplice iscritto al Partito nazista sin dal 1931, nel 1942, a seguito della morte di Fritz Todt, fu improvvisamente nominato da Hitler ministro degli armamenti della Germania nazista. Svolse tale incarico con straordinario successo grazie alle sue eccezionali doti organizzative. Conservò l'incarico di ministro della produzione e dell'economia nel governo di Karl Dönitz anche dopo il suicidio di Hitler, sebbene questi lo avesse destituito nel suo testamento per l'attiva opposizione dell'architetto alla politica della "terra bruciata", decisa da Hitler il 19 marzo 1945.
Arrestato dagli Alleati il 23 maggio 1945, fu processato a Norimberga; riconosciuto colpevole per lo sfruttamento di manodopera in stato di schiavitù presso le industrie belliche tedesche, fu condannato a venti anni di reclusione, scontati nel carcere di Spandau.

## Biografia

### Giovinezza
Albert Speer nacque il 19 marzo 1905 a Mannheim in una famiglia borghese dalle agiate condizioni economiche. Secondogenito dell'architetto Albert Friedrich Speer e di Luise Máthilde Wilhelmine (Hommel), il giovane Albert trascorse la sua giovinezza nello Schloss-Wolfsbrunnenweg, la lussuosa dimora di famiglia a Heidelberg, e coltivò un ampio ventaglio di interessi, fra i quali lo sci, le escursioni montane, il rugby e, soprattutto, la matematica, disciplina verso la quale nutriva una fervente passione; a causa dell'opposizione del padre, per il quale lo studio della matematica avrebbe inevitabilmente comportato «una vita priva di denaro, posizione sociale e futuro», Speer alla fine scelse tuttavia di seguire le orme dello zio (Conrad Hommel, noto pittore tedesco degli anni trenta e quaranta, nonché ritrattista ufficiale di Hitler) e di intraprendere gli studi di architettura.
La carriera accademica di Speer ebbe inizio presso l'università di Karlsruhe, scelta in ragione del suo basso costo: l'iperinflazione del 1923, infatti, aveva deteriorato il patrimonio economico della famiglia, che non poteva dunque permettersi di mandare il rampollo presso istituti più prestigiosi. Quando nel 1924 la crisi finanziaria si fece meno pressante, Speer si trasferì a Monaco di Baviera, presso «un ateneo decisamente più rispettabile», per poi approdare nel 1925 all'Istituto di Tecnologia di Berlino, dove studiò sotto la guida del celebre architetto Heinrich Tessenow. Speer, ammirando con ardore il Tessenow, ne divenne l'assistente nel 1927, dopo aver sostenuto tutti gli esami: si trattava di un grandissimo onore per uno studente che, dopotutto, non aveva che ventidue anni. Nel frattempo, oltre a coadiuvare Tessenow nella docenza universitaria, Speer proseguì il suo percorso accademico con corsi post laurea e intraprese una feconda amicizia con Rudolf Wolters, altro discepolo del Tessenow, con il quale si tenne in contatto per più di cinquant'anni.
Questi anni felici furono poi suggellati dall'incontro con Margarete (Margret) Weber (1905–1987), figlia di un ricco artigiano tedesco. Nonostante le feroci opposizioni della madre di Speer, restia ad accettare che il figlio corteggiasse una donna poco prestigiosa dal punto di vista sociale, i due si amarono profondamente, convolarono a nozze il 28 agosto 1928 a Berlino ed ebbero sei figli, tra cui Albert Speer (1934-2017) e Hilde Schramm (1936).

### L'architetto dei nazisti

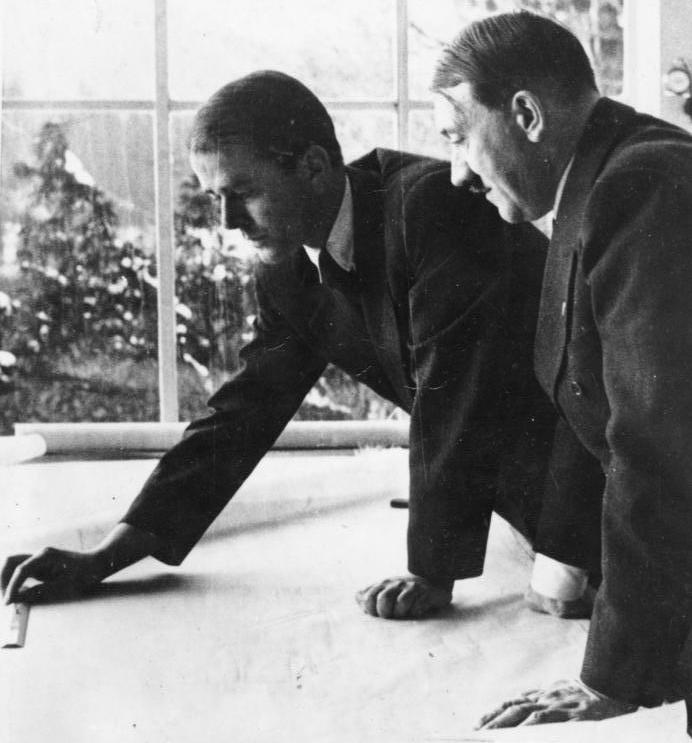
Albert Speer mostra un progetto a Hitler presso l'Obersalzberg

#### L'approdo al nazionalsocialismo
Durante gli anni universitari Speer non aderì mai ad alcuna fede o opinione politica precisa. Questa sostanziale «apoliticità» cessò durante il discepolato presso Tessenow, quando Albert fu persuaso da alcuni suoi studenti a partecipare ad una manifestazione del partito nazista, che andava acquistando in quegli anni sempre maggiore importanza. L'adesione al partito nazista fu ufficialmente suggellata il 1º marzo 1931, quando Speer vi si iscrisse, divenendone il membro numero 474.481.
Nel 1931 Speer cessò la sua collaborazione con Tessenow e si trasferì a Mannheim, dove il padre gli aveva trovato lavoro come amministratore di una delle tenute familiari. Nel luglio 1932 gli Speer si recarono a Berlino, poco prima delle elezioni del Reichstag: qui Speer, oltre a rimanere profondamente affascinato dall'oratoria hitleriana, fece conoscenza di un ufficiale nazista, tale Karl Hanke, dal quale fu incaricato di riprogettare la sede berlinese del partito. Sbrigata questa commissione, Speer fece ritorno a Mannheim, proprio nello stesso periodo in cui Hitler andava impadronendosi del potere.
Speer entrò in contatto con Hitler nel 1933 con l'intercessione di Rudolf Hess, dal quale l'architetto fu incaricato di progettare gli apparati per il raduno di Norimberga di quell'anno. Nonostante alcune perplessità iniziali, il progetto incontrò le simpatie del Führer e, soprattutto, di Joseph Goebbels, il quale gli chiese di rinnovare il Ministero della Propaganda. Goebbels rimase fervorosamente impressionato dalla velocità e dalla qualità del lavoro di Speer e lo raccomandò a Hitler, il quale - a sua volta - lo incaricò di aiutare Paul Troost a ristrutturare la Cancelleria di Berlino. Tra Speer e Hitler si stabilì un'immediata intesa: il Führer, infatti, era alla ricerca di un giovane architetto in grado di dare vita alle sue ambizioni architettoniche per una nuova Germania e pertanto incluse subito Speer nei propri circoli più stretti, invitandolo assiduamente a cena e ammirandone lo «spirito gentile dalle calorose qualità umane». Speer, ovviamente, fu folgorato dall'inaspettata cordialità di Hitler, che gli garantì un flusso di commissioni provenienti dal governo e dagli esponenti più prestigiosi del partito: «pur di realizzare una importante costruzione avrei venduto l’anima come Faust», avrebbe poi ammesso lo stesso architetto, «e ora avevo trovato il mio Mefistofele».

#### L'architetto ufficiale del Führer

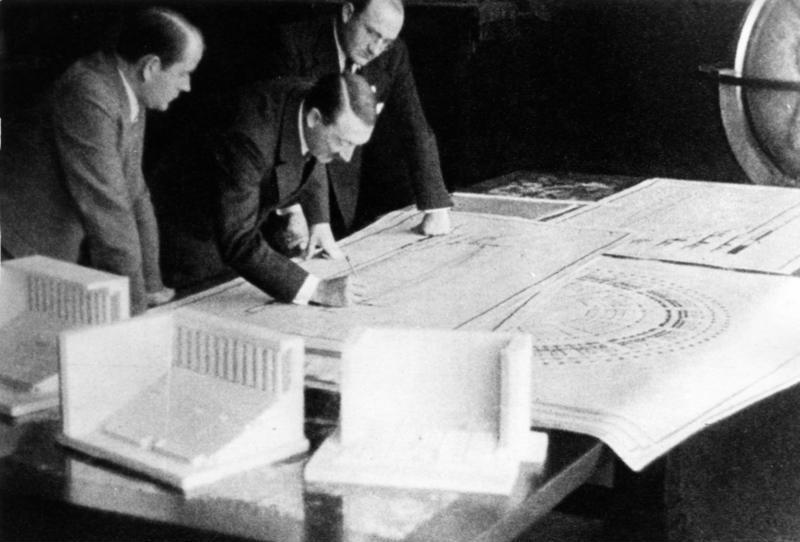
Speer nel 1934 in compagnia di Hitler e dell'architetto Ruff mentre fa visionare i propri progetti per lo stadio di Norimberga

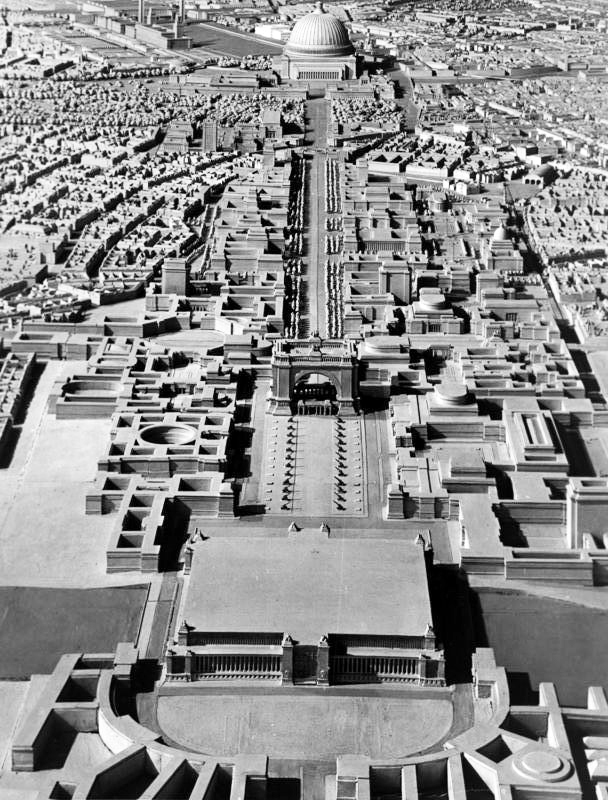
Welthauptstadt Germania (it. "Capitale mondiale Germania"): modellino dei progetti di Albert Speer per la nuova Berlino - si osservi l'asse principale (largo 120 metri e della lunghezza di 5 chilometri), la Große Halle e l'Arco di Trionfo (che, in tutta la loro monumentalità, si attestano alla fine di tale strada)

Alla morte di Troost, nel 1934, Speer venne scelto da Hitler per sostituirlo come architetto capo del Partito. Una delle sue prime scommesse dopo la promozione divenne uno dei suoi lavori più noti: l'allestimento dello stadio Zeppelinfeld per il raduno di Norimberga, quello registrato nel celebre film di propaganda Triumph des Willens [Il trionfo della volontà] da Leni Riefenstahl.
Soprattutto a partire dal 1933 Hitler era divenuto pienamente consapevole degli agghiaccianti effetti della messa in scena sulla psiche delle grandi masse. Per questo motivo, per affermare la grandiosità della sua regia politica e della sua persona, egli si servì non solo della cinematografia - curata, come si è visto, dalla Riefenstahl - e di appositi organi di propaganda, bensì anche dell'architettura, appannaggio dello Speer, il quale espresse la dittatorialità del terzo Reich con costruzioni pensate per esaltare i valori della patria e del sangue tedesco e per coagulare i consensi delle folle. Ciò era possibile riprendendo lo stile classico con l'opportuno filtro della tradizione germanica (dando così vita a uno stile, per così dire, «romano-alemanno») e ricorrendo a un esasperato gigantismo delle proporzioni. Il classicismo, infatti, era valorizzato da Speer come un modello di perfezione: si trattava, dopotutto, della trasfigurazione più compiuta dell'elemento naturale, creato da Dio e dunque orientato alla sua grandezza, nonché del portato stilistico della popolazione ellenica e dell'Impero dei Cesari, di cui Hitler d'altronde si sentiva legittimo erede. 

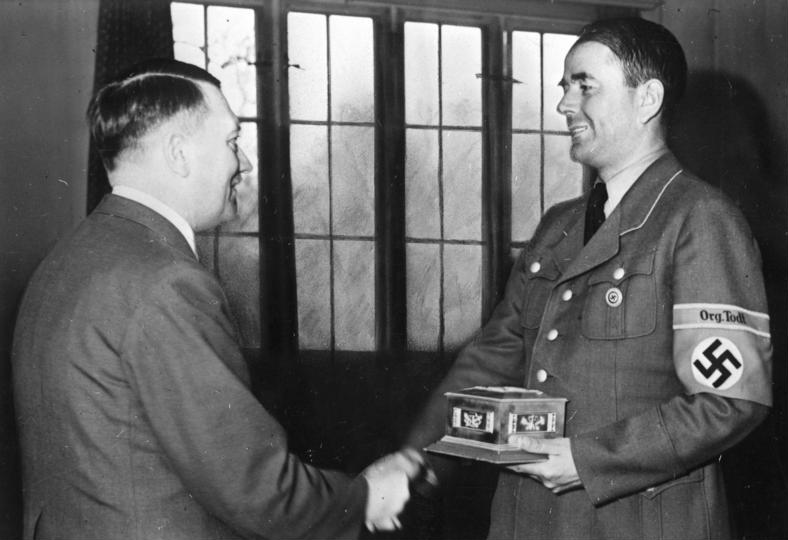
Hitler conferisce ad Albert Speer, successore di Fritz Todt, l'onorificenza Anello di Fritz Todt

Il classicismo proposto da Speer, tuttavia, denuncia anche chiare tangenze con la cultura germanica, dalla quale riprende l'utilizzo del legno, la tipologia edilizia delle case a graticcio, il rigore longilineo degli elementi strutturali ed altri elementi che, per la loro autenticità ed endemicità, erano particolarmente graditi dal Führer, il quale era del tutto insofferente verso quell'architettura razionalista (si pensi a Le Corbusier) che giudicava pericolosa, alienante e non compatibile con l'ordine e la disciplina della presunta «razza ariana». Questo connubio tra la ricercata raffinatezza della prassi classica e la vernacolare genuinità della tradizione germanica dava vita a uno stile asciutto, stilizzato, netto, forte e filtrato attraverso proporzioni monumentali, quasi roboanti, se non titaniche, inducenti a un totalitario senso di rigore. Il teatrale gigantismo delle forme architettoniche ideate da Speer, infatti, era concepito in funzione coreografica per ribadire il prestigio del partito e la piccolezza materiale del cittadino tedesco, che doveva sentirsi nullo nei confronti del Nazismo (incarnato proprio dal manufatto edilizio stesso), confermando dunque la solidità e la forza del Reich. Nella progettazione dei monumentali edifici di regime, poi, Speer sostenne la teoria del «valore delle rovine» (Ruinenwert), entusiasticamente accolta da Hitler, per la quale tutti i nuovi edifici sarebbero stati costruiti in modo tale da lasciare rovine grandiose per migliaia di anni a venire, funzionali per testimoniare, nonostante il loro inevitabile decadimento, la grandezza del terzo Reich alle generazioni future, in maniera del tutto analoga alle rovine dell'antica Grecia o dell'Impero Romano.
Esempi grandiosi di questa concezione architettonica ci sono dati dal già ricordato allestimento del raduno di Norimberga, basato su una scenografia in stile dorico che riprendeva l'altare di Pergamo (conservato a Berlino) ingrandita su una scala enorme (l'intero apparato, poi, venne potenziato grazie all'utilizzo di centotrenta riflettori da contraerea che, proiettando i propri potenti fasci di luce verso l'alto, davano la totalitaria e imponente impressione di una «cattedrale di luce»), dal padiglione tedesco per l'Esposizione parigina del 1937, concepito come baluardo nazista in diretta contrapposizione formale e simbolica con il dirimpettaio padiglione sovietico, e dal monumentale e ambizioso progetto della Welthauptstadt, un nuovo tessuto urbano che, imperniandosi intorno ad un asse viario principale (desunto dallo schema ippodameo classico) e al centro nevralgico della Große Halle (un faraonico edificio a cupola che, costituendosi come la sede delle principali manifestazioni del culto nazista, avrebbe simboleggiato in termini dimensionali l'ambizione hitleriana di dominare il mondo), avrebbe dovuto ridisegnare Berlino, capitale dello stato millenario pangermanico, a tal punto da renderla imperiale e universalmente invidiabile a livello urbanistico (questo progetto, tuttavia, con la deflagrazione della guerra in Europa naufragò definitivamente per via della difficoltà di reperire materiali strategici).

### Influenze sull'architettura italiana
Con lo stringersi dell'alleanza politico-militare tra l'Italia fascista e la Germania nazionalsocialista (Asse Roma-Berlino), l'architettura ufficiale italiana, fino ad allora improntata ad un prudente modernismo, incarnato dal compromesso stilistico tra funzionalità e classicismo tradizionale promosso da Marcello Piacentini, si orientò decisamente verso forme più classiche e monumentali. Su Architettura, la rivista del sindacato nazionale fascista architetti diretta da Marcello Piacentini, Milano, 1939-XVII, Fascicolo VIII, fu pubblicata un'ampia panoramica dell'architettura ufficiale tedesca; verso il classicismo si orientarono anche i progetti romani per la nuova stazione di Roma Termini di Angiolo Mazzoni e per il monumentale impianto dell'EUR.

### Ministro degli armamenti

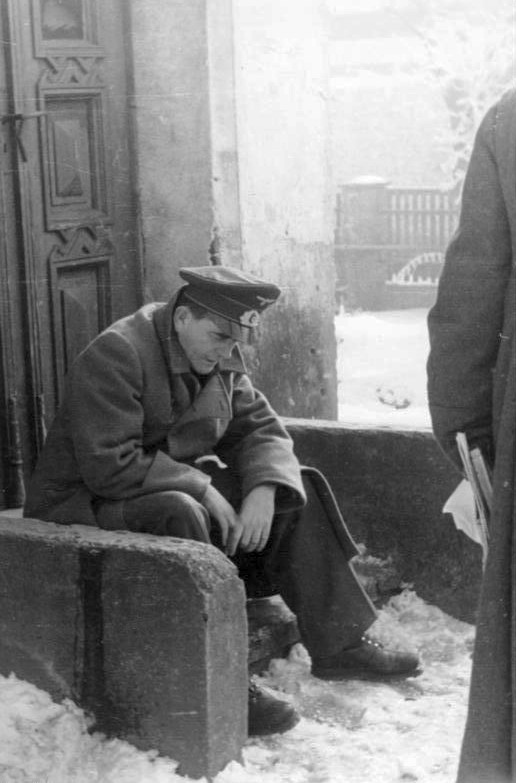
Speer nelle vesti di Reichsminister

Nel 1942, dopo la morte di Fritz Todt (avvenuta in un misterioso incidente aereo), Hitler sorprendentemente nominò Speer, che non aveva alcuna esperienza in materia di produzione industriale, «ministro agli armamenti e alla produzione bellica».
Nonostante le difficoltà e la novità dell'incarico, Speer lavorò alacremente per migliorare l'industria bellica e per fronteggiare la riparazione degli impianti danneggiati dai sempre più frequenti bombardamenti alleati. Speer ottenne ottimi risultati raggiungendo l'apice della produzione tedesca nel 1944, quando la situazione militare ed economica della Germania era già decisamente critica. Per arrivare a questi traguardi, Speer si circondò di un gruppo di giovani manager, limitando al minimo l'apparato burocratico. Per velocizzare le decisioni fece leva in più occasioni sul particolare rapporto che lo legava a Hitler, sfruttando inoltre la manodopera a costo zero fornita dagli internati richiusi nei campi di concentramento. Secondo le sue parole di giustificazione dopo la guerra, quest'ultima scelta fu dettata, più che da motivi ideologici, dall'inconsapevolezza riguardo alle reali condizioni degli internati e dalla necessità di trovare nuovi lavoratori, man mano che le perdite dell'esercito tedesco rendevano necessario il reclutamento militare di un sempre maggior numero di giovani lavoratori tedeschi.
Nel 1944 lo scrittore e giornalista Sebastian Haffner, sul giornale londinese The Observer, scrisse di lui:
(Sebastian Haffner)
Nonostante questi atti, che portarono Speer ad essere processato a Norimberga insieme agli altri gerarchi nazisti, egli fu uno dei pochi leader ad opporsi alla deriva folle e ossessiva di Hitler. Nel 1945 Speer si rifiutò, ad esempio, di portare avanti la strategia della «terra bruciata» (disposta dal decreto Nerone), che si proponeva di distruggere completamente tutto ciò che si trovava nei territori tedeschi che sarebbero caduti in mano al nemico. Speer, ben cosciente che la guerra era ormai perduta, non eseguì gli ordini impartiti da Hitler, nella consapevolezza che il popolo tedesco sconfitto avrebbe avuto bisogno di un minimo di infrastrutture per potersi risollevare dal baratro nel quale stava precipitando.
Nella situazione tesa e drammatica dell'ultima fase della guerra, Speer pianificò addirittura di assassinare il Führer, immettendo gas nervino negli impianti di aerazione del bunker sotto la Cancelleria di Berlino che lui stesso aveva progettato, ma si trovò costretto ad abbandonare l'intenzione. Questa versione degli anni '70 è stata poi categoricamente smentita dalle più recenti biografie di Schmidt, Sereny e Kitchen che dimostrarono, in maniera inequivocabile, come fosse soltanto una leggenda creata dall'architetto stesso. Nei giorni che anticiparono il suicidio di Hitler, Speer si riavvicinò a lui e, in un drammatico incontro avvenuto nel bunker stesso, confessò di aver sabotato gli ordini del Führer. Hitler, ormai convinto dell'imminente fine, non volle effettuare ritorsioni contro di lui e Speer poté lasciare incolume il bunker, riparando pochi giorni dopo a Flensburg, dove si era stabilito il nuovo ed effimero governo di Lutz Graf Schwerin von Krosigk, nominatone a capo da Karl Dönitz – a sua volta nominato successore da Hitler come Presidente del Reich – dopo il suicidio di Joseph Goebbels.

### Nel dopoguerra

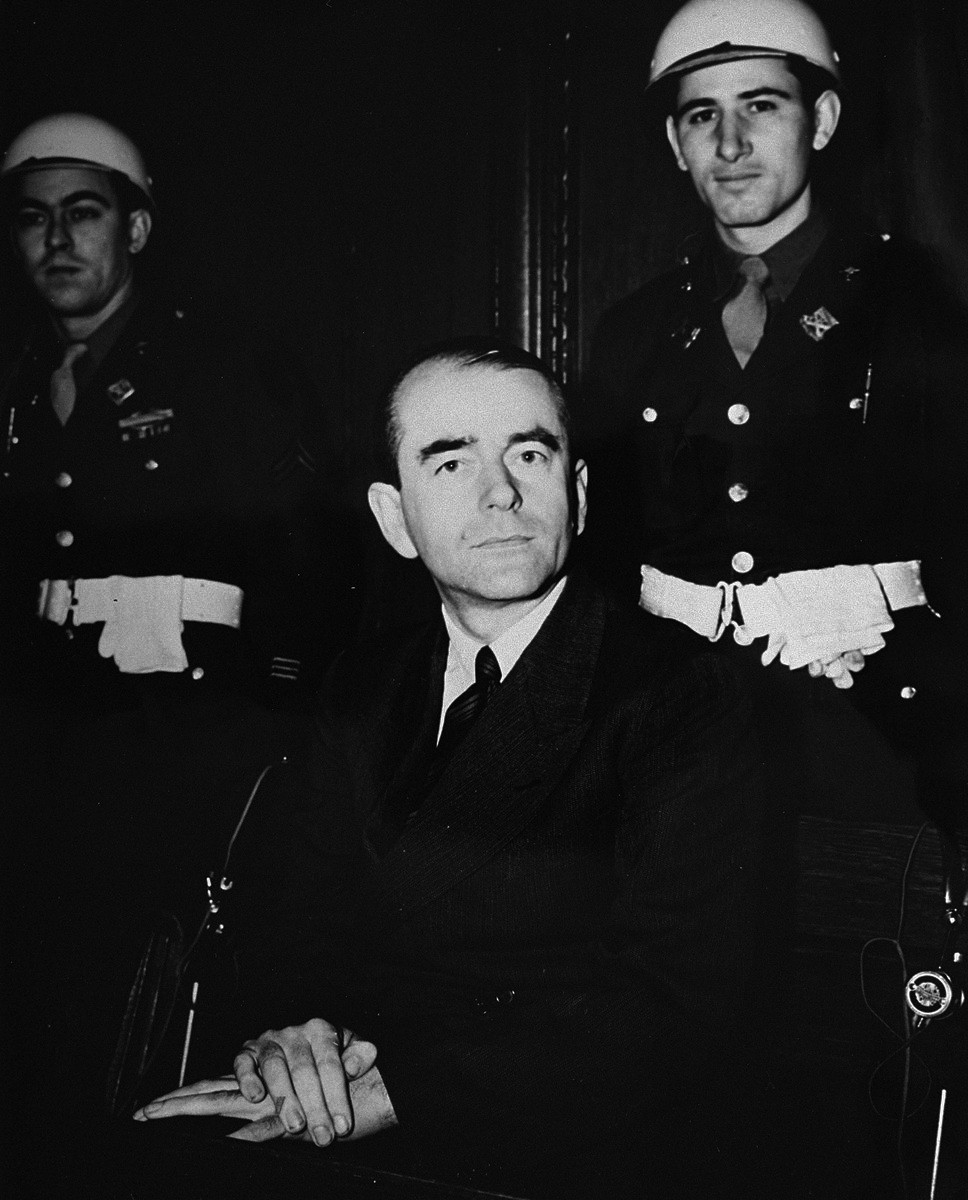
Albert Speer nel 1946 al processo di Norimberga

Speer fu arrestato dalle forze alleate a Flensburg subito dopo il termine del conflitto, e processato a Norimberga con l'accusa di aver utilizzato manodopera in condizioni di schiavitù per mandare avanti l'industria bellica tedesca. Speer prese le distanze dalla maggior parte dei gerarchi nazisti con lui sotto processo, espresse pentimento, sostenendo di essere all'oscuro delle atrocità naziste e pronto a espiare il suo «grave» errore di valutazione, dichiarandosi apertamente colpevole delle accuse a lui rivolte. Venne condannato a venti anni di reclusione, da scontare nel carcere di Spandau a Berlino Ovest.
Il suo rilascio, avvenuto il 1º ottobre 1966, fu un evento mediatico mondiale. Dopo la liberazione, abbandonato il progetto di tornare ad esercitare la professione di architetto, pubblicò diversi libri, tra i quali due best seller, Memorie del Terzo Reich e Diari segreti di Spandau, entrambi oggetto di notevole interesse anche tra gli storici, ai cui studi Speer si rese sempre personalmente disponibile. 
Condusse una vita piuttosto ritirata fino alla morte, che avvenne per ictus il 1º settembre 1981 a Londra, dove si era recato per partecipare a una trasmissione radiofonica della BBC.
La salma venne rimpatriata in Germania ed inumata presso il Bergfriedhof, uno dei cimiteri cittadini di Heidelberg, nella tomba di famiglia della moglie Margarete Weber.

### Le controversie storiche
La maggior parte degli storiografi ritiene che nei suoi libri Speer minimizzi il proprio ruolo personale nelle atrocità di quel periodo. Alcuni documenti scoperti dopo la morte di Speer provarono inoltre, senza ombra di dubbio, che già nel 1943 Speer era a conoscenza di ciò che veramente accadeva ad Auschwitz. Le lettere private dell'architetto, vendute all'asta nel 2007, provano in maniera inconfutabile che Speer fosse presente al discorso di Himmler di Posen, in cui il Reichsführer delle SS parlò apertamente dello sterminio. Sempre nel 1943, Speer autorizzò l'invio di materiale per ampliare il campo di sterminio di Birkenau. Nei documenti ritrovati, che recavano la firma di Speer, si faceva esplicito riferimento a forni crematori, obitori e torri di guardia.

In precedenza, altri crimini di Speer erano venuti alla luce, tanto che durante un colloquio tra Speer e Simon Wiesenthal, avvenuto alla fine degli anni settanta, il celebre «cacciatore di nazisti» ebbe modo di dire all'architetto: 
(Simon Wiesenthal)
Una mostra gli è stata dedicata nella stessa Norimberga nel 2014. La figlia Hilde Schramm ha ricevuto, nel 2019, il premio dalla German Jewish History per il suo impegno nel promuovere arte e scienza tra le giovani donne ebree.

## Opere

### Architettoniche
- 1933-1938 Reichsparteitagsgelände
  - 1934-1938 Cattedrale di luce
- 1934 Stadio Olimpico (Berlino)
- 1937 Padiglione della Germania all'Esposizione universale di Parigi
- 1938-1939 Nuova Cancelleria del Reich
- 1941 Nordstern (progetto)
- Welthauptstadt Germania (progetto)

### Letterarie
- Memorie del Terzo Reich, 1970.
- (DE) Spandauer Tagebücher, 1975.

## Filmografia
- Bis fünf nach zwölf - Adolf Hitler und das 3. Reich (1953), documentario dove Speer, come tutti i personaggi, interpretano loro stessi
- L'ultimo atto (1955), interpretato da Erland Erlandsen
- Frozen Flashes (1967), interpretato da Gerd Michael Henneberg
- Bunker (1981), interpretato da Richard Jordan
- Diario del Terzo Reich (1982), interpretato da Rutger Hauer
- Ende der Unschuld (1991), interpretato da Hans Peter Hallwachs
- Il processo di Norimberga (2000), interpretato da Herbert Knaup
- La caduta - Gli ultimi giorni di Hitler (2004), interpretato da Heino Ferch
- Speer e Hitler (Speer und Er) (2005), interpretato da Sebastian Koch
- Mein Führer - La veramente vera verità su Adolf Hitler (2007), interpretato da Stefan Kurt